# Linköpings Studenters Idrottsförening
Linköpings Studenters Idrottsförening (LSIF) skapades 1966 och har funnits sedan dess, dock med olika namn genom åren. LSIF gick med i Riksidrottsförbundet (RF) 1967-10-12. Även om föreningen har sitt ursprung i studentvärlden, är alla välkomna att deltaga i föreningens utbud (under 16 års ålder endast i målsmans sällskap).

## Perioden 1966-2000
Under de första decennierna arbetade LSIF mycket nära studentkårerna på Valla. Medlemsavgiften ingick i kåravgiften. Verksamheten inriktades på motionsidrott som fotboll, basketboll och motionsgymnastik med mera. För aktiviteterna hyrde föreningen olika idrottslokaler i kommunen, framför allt i omgivande skolor. Antalet anställda var lågt och engagemanget stort, vilket gjorde att diverse grenar (mountain-bike, utförsåkning osv) blomstrade så länge det fanns entusiaster, som drog ledarlasset. Föreningens åtagande var begränsat, eftersom det mestadels handlade om en lokalförhyrning för en termin eller två. Blev det fullt en säsong, kunde man hyra mera nästa termin, och omvänt om tillströmningen blev mindre. Dessutom var det på ett helt annat sätt än idag en bidragskultur inom föreningsvärlden, eftersom en betydande del av inkomsterna var olika former av bidrag både från kommun och stat. Därmed inte sagt att tillvaron var problemfri, eftersom diskussionen om en egen lokal blev allt mer påträngande med anledning av att verksamheten stadigt växte i omfattning under 1980-talet. Trycket i diskussionen var så pass högt, att kårerna började fondera pengar för ett hallbygge. Samtidigt kom det motkrafter i form en opinion mot att kårerna (som var obligatoriska) skulle engagera sig i något, som kunde ses som fritidsnöje. Resultatet av den ändrade opinionen blev, att fonderingen upphörde och kårerna och LSIF separerades fullständigt ekonomiskt från varandra. 

## En egen hall
Därmed blev det en nytändning för arbetet att finansiera en hall genom att samla ihop sponsorpengar, där Wallenbergstiftelsen bidragit med en god grundplåt. Med ett eget kapital som start bildade LSIF och Valla-kårerna en husägarstiftelse, som kunde gå till banken och ta ett byggnadslån. Med universitetet som stöd gick det att få Akademiska Hus, som är markägare, att arrendera ut en markbit på goda villkor. År 2000 blev Campushallen klar att invigas. 

## Verksamhetsmål
Ambitionen är att ha ett aktuellt, konkurrenskraftigt utbud av aktiviteter som på bästa sätt utnyttjar den resurs som Campushallen är. En del i denna strävan är den tillbyggnad i form av ett nytt gym som invigdes 2005. Frigjorda ytor i den gamla byggnaden anpassades för spinning, aerobics, yoga, massagerum med mera. 